# Ștefan Dorobanțu

Doctorul Ștefan Dorobanțu în locuința sa din Radolfzell, august 2003

Ștefan Dorobanțu (n. 9 martie 1920, București, d. 15 martie 2005, Radolfzell/Germania) a fost un medic român, specialist în Traumatologie și Chirurgie Plastică și Reconstructivă. Este realizatorul Electrodermatomului cu vacuum ca mijloc de fixare pe tegumente.
După absolvirea colegiului "Sfântul Sava" din București în 1939, Ștefan Dorobanțu începe studiul la Facultatea de Medicină, dedicându-se de timpuriu specialităților chirurgicale. Contactul cu sala de operație îl are deja în timpul studenției, în timpul bombardamentelor aeriene ale Capitalei, la Spitalul de Urgență din București, sub conducerea Profesorului Dr. Theodor Firică. Dovedind interes și talent chirurgical, a putut opera din primii ani de practică, având astfel posibilitatea să acumuleze experiență și să-și dezvolte îndemânarea. Din anul 1945 până în 1959 funcționează mai întâi ca intern prin concurs, apoi ca medic specialist chirurg și în continuare ca medic primar de Chirurgie generală în Spitalele CFR 1 și 2 din București, sub conducerea doctorului Theodor Theodoriu, cu întrerupere între 1949 și 1951, când a fost medic primar și șeful Diviziei medicale Medgidia din cadrul lucrărilor canalului Dunăre-Marea Neagră. Începând din anul 1948, are ocazia să asiste în repetate rânduri plin de admirație la demonstrațiile operatorii ale doctorului Constantin Andreoiu, șeful serviciului de chirurgie la Spitalul Asigurărilor Sociale "Schuller-Sfetescu" din Ploiești, care i-au marcat evoluția profesională ulterioară.
În 1961 se căsătorește cu Dr. Virginia Schneider, medic dermatolog. Împreună vor avea o fiică, pe Raluca.
Preocupările lui Ștefan Dorobanțu s-au orientat în direcția Traumatologiei și Chirurgiei Plastice și Reconstructive. Este primul medic român care primește în 1959 calificativul de "medic primar de chirurgie plastică și reparatorie" prin concurs. În această calitate este angajat în Clinica de Traumatologie și Chirurgie Plastică, proaspăt înființată în fostul "Sanatoriu Antoniu", de către Agrippa Ionescu, abia întors din Uniunea Sovietică după o specializare de doi ani în Leningrad și numit direct Conferențiar de Chirurgie Plastică. La 1 martie 1961, se mută în funcția de medic primar de traumatologie și chirurgie plastică la secția de Ortopedie a Spitalului Clinic Colentina din București, unde lucrează până în 1978, când emigrează în Germania. De la începutul anului 1979, lucrează ca Oberarzt (medic primar) în secția de chirurgie a Spitalului "Maria Hilf" din Bergheim, în apropiere de orașul Köln, până la vârsta pensionării în 1985.
Pe parcursul celor 45 de ani de activitate chirurgicală neîntreruptă, Ștefan Dorobanțu a operat în domenii extrem de variate: Chirurgie generală, Traumatologie, Ortopedie, Chirugie Plastică și Reconstructivă, Chirurgia mâinii, Chirurgie estetică. A fost apreciat ca un excelent operator și medic. Se informa continu și încerca să dezvolte mai departe tehnicile chirurgicale. De multe ori surprindea cu soluții inovative, adaptate la particularitățile pacientului, rezolvând cazuri chirurgicale complicate. Deoarece multe cazuri dependente de chirurgia plastică erau legate de nevoia recoltării de transplanturi libere de piele despicată, s-a ocupat de realizarea unei aparaturi de recoltare a acestora.
În 1954 a primit primul patent pentru invenția sa "Electrodermatom Dr. Șt. Dorobanțu". Spre deosebire de dermatoamele cunoscute până atunci (Dermatomul "Padgett", Electrodermatomul "Brown", Electrodermatomul "Barker" etc.), electrodermatomul "Ștefan Dorobanțu" este prevăzut cu un sistem vacuum ca mijloc de fixare pe tegumentele zonei donatoare și cu un grosimetru variabil cu funcție precisă de la 0,3 mm cu pași de 0,1 mm până la 0,8 mm.

Fixator extern pentru fractură de omoplat

Au urmat perfecționări care asigură funcționarea automată intraoperatorie și introducerea "axului cu crampoane" pentru asigurarea tensionării optimale a pielii, apărând noi prototipuri ("Robot 3", "Robot 4", "Robot 5"). În prezent se produce în România un model realizat de Ștefan Dorobanțu în ultimii săi ani de viață. A avut și alte invenții, ca "Proteza de șold românească cu un aparat de ochire și inserare a acesteia" și un "Fixator extern" pentru oase fracturate (în colaborare cu colegii de la Spitalul Colentina - București). A conceput de asemenea baterii de instrumente pentru diferite intervenții chirurgicale.
Ștefan Dorobanțu s-a stins din viață la 15 martie 2005 în Radolfzell, Germania.